# Enstemmig afgørelse
En enstemmig afgørelse eller på engelsk: unanimous decision (UD) er et vindende kriterium flere fuldkontakt kampsporter, såsom boksning, kickboxing, Thaiboksning, MMA og andre sportsgrene, der involverer striking, hvori alle 3 dommere er enige om hvilken kæmper, der har vundet kampen.
I boksning, scorer hver af de 3 dommere (omgang for omgang) hvilken kæmper, de mener vinder (og taber). En afgørelse behøver ikke at være enstemmig for at en bokser kan få tildelt en sejr. En enstemmig afgørelse burde ikke forveklses med en majority decision eller split decision.